# Kościół św. Filipa Neri w Kąkolewnicy
Kościół pw. św. Filipa Neri w Kąkolewnicy – kościół parafialny parafii pw. Świętego Filipa Neri w Kąkolewnicy.

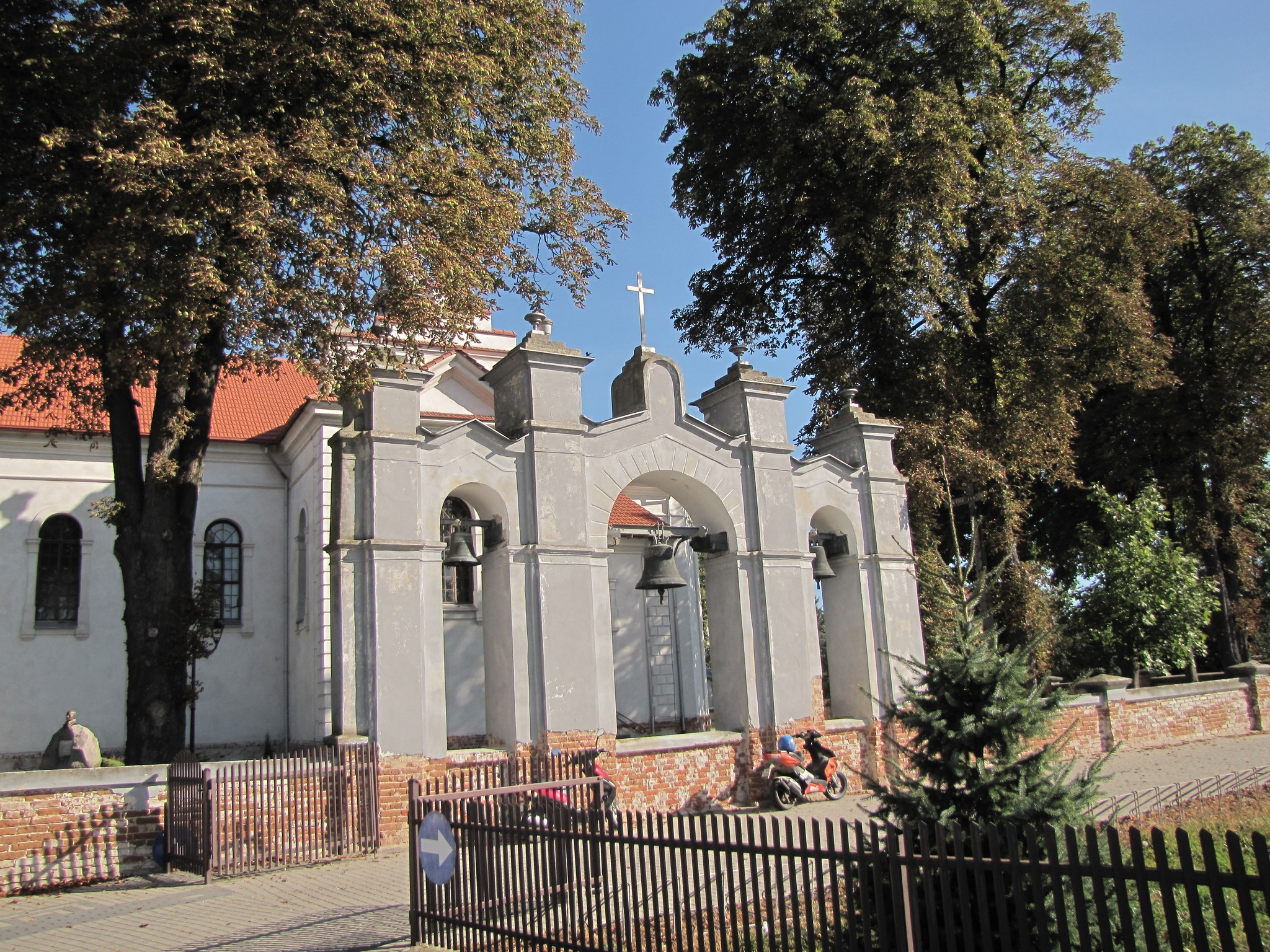
Dzwonnica

Pierwszy kościół w Kąkolewnicy ufundował oraz wyposażył w roku 1767 starosta kąkolewnicki Filip Szaniawski. Obecny murowany kościół parafialny zbudowany został w roku 1870 przez ks. Juliana Perzanowskiego. Świątynia została konsekrowana w 1961 roku. Od momentu wybudowania kościoła Kąkolewnica była filią parafii trzebieszowskiej. Parafia odnowiona została w roku 1919. Styl architektoniczny kościoła jest eklektyczny z cechami neoklasycyzmu, a wystrój wnętrza barokowy.